# Storena recurvata
Storena recurvata là một loài nhện trong họ Zodariidae.
Loài này thuộc chi Storena. Storena recurvata được Rudy Jocqué & Barbara C. Baehr miêu tả năm 1992.